# Estação Sportivnaia (metro de Novosibirsk)
Sportivnaia (em russo:  Спортивная) é uma das estações da linha Leninskaia (Linha 1) do Metro de Novosibirsk, na Rússia. Estação «Sportivnaia» está localizada entre as estações «Studentcheskaia» e «Retchnoi Vokzal», mas não foram construídas até agora.